# 1978 UG
1978 UG är en asteroid i huvudbältet som upptäcktes den 28 oktober 1978 av den amerikanske astronomen Henry L. Giclas vid Anderson Mesa Station.
Asteroiden har en diameter på ungefär 3 kilometer och den tillhör asteroidgruppen Nysa.